# You Me at Six
You Me at Six – angielski zespół rockowy z Weybridge (Surrey), założony w 2004, grupa odniosła sukces w 2008 wydając swój pierwszy album Take Off Your Colours, który zawierał single takie jak „Save It for the Bedroom”, „Finders Keepers” czy „Kiss and Tell”. Ich drugi album Hold Me Down (2010) zadebiutował na 5 miejscu w Wielkiej Brytanii, a trzeci „Sinners Never Sleep (2011) na miejscu 3, uzyskał status złotej płyty.

## Muzycy
Obecny skład zespołu
- Josh Franceschi – wokal prowadzący (od 2004)
- Max Helyer – gitara rytmiczna, wokal wspierający (od 2004)
- Chris Miller – gitara prowadząca (od 2004)
- Matt Barnes – gitara basowa (od 2004) i wokal wspierający (od 2016)
- Dan Flint – perkusja, instrumenty perkusyjne, sample (od 2007)

Byli członkowie zespołu
- Joe Phillips – perkusja, instrumenty perkusyjne (2004–2007)

### Muzycy koncertowi
- Luke Rendell – dodatkowa gitara, chórki

## Dyskografia
| Take Off Your Colours      | - Data: 6 października 2008 - Wydawca: Slam Dunk Records     | 25 | –  | –  | –  | –   | - UK: złota płyta |
| Hold Me Down               | - Data: 11 stycznia 2010 - Wydawca: Virgin Records           | 5  | –  | –  | –  | –   | - UK: złota płyta |
| Sinners Never Sleep        | - Data: 3 października 2011 - Wydawca: Virgin Records        | 3  | 28 | –  | –  | –   | - UK: złota płyta |
| Cavalier Youth             | - Data: 27 stycznia 2014 - Wydawca: Virgin Records           | 1  | 14 | 23 | 89 | 124 | - UK: złota płyta |
| Night People               | - Data: 6 stycznia 2017 - Wydawca: Infectious Music          | 3  | 20 | –  | –  | –   |                   |
| VI                         | - Data: 5 października 2018 - Wydawca: Kobalt Label Services | 6  | –  | –  | –  | –   |                   |
| Suckapunch                 | - Data: 15 stycznia 2021 - Wydawca: Underdog/AWAL            | 1  | –  | –  | –  | –   |                   |
| Truth Decay                | - Data: 10 lutego 2023 - Wydawca: Underdog/AWAL              | 4  | –  | –  | –  | –   |                   |
| „–” album nie był notowany |                                                              |    |    |    |    |     |                   |

## Nagrody i wyróżnienia
| Rok  | Kategoria         | Tytułem                       | Nagroda         | Nota | Źródło |
| ---- | ----------------- | ----------------------------- | --------------- | ---- | ------ |
| 2010 | Best Single       | „Liquid Confidence”           | Kerrang! Awards | Laur | [ 9 ]  |
| 2011 | Best British Band | You Me at Six                 | Kerrang! Awards | Laur | [ 10 ] |
| 2012 | Best British Band | You Me at Six                 | Kerrang! Awards | Laur |        |
| 2014 | Best Single       | „Fresh Start Fever”           | Kerrang! Awards | Laur | [ 11 ] |
| 2014 | Best British Band | You Me at Six                 | Kerrang! Awards | Laur | [ 11 ] |
| 2016 | Best Event        | The Ghost Inside Benefit Show | Kerrang! Awards | Laur | [ 12 ] |